# Augustin Penge On'okoko
 (septembre 2011).
Si vous disposez d'ouvrages ou d'articles de référence ou si vous connaissez des sites web de qualité traitant du thème abordé ici, merci de compléter l'article en donnant les références utiles à sa vérifiabilité et en les liant à la section « Notes et références ».
Professeur ordinaire Augustin Penge Onokoko (Ompula, Lomela, Congo belge, 19 novembre 1942 - Afrique du Sud, 20 juin 2008) fut professeur de pharmacognosie et de chimie pharmaceutique organique à la faculté des sciences pharmaceutiques de l'université de Kinshasa/RDC
Après ses études de pharmacien à l’université de Kinshasa (1972), il obtint le diplôme de docteur en sciences pharmaceutiques à l’université libre de Bruxelles (1979). Il exerça tour à tour les fonctions suivantes à la faculté de pharmacie de l’université de Kinshasa: Assistant (1972-1975) puis professeur (1979 à sa disparition), chef du département de chimie médicinale (1984 à 1997), et doyen de la faculté des sciences pharmaceutique (2001 à 2005). En dehors de ses occupations académiques, il fut expert-consultant de l’Organisation mondiale de la santé (OMS), du Centre international des civilisations bantu (CICIBA),de l’Agence de coopération culturelle et technique (ACCT) en matière de médecine traditionnelle et de pharmacopée et DG de l’institut National de recherche scientifique ( IRS). Il fut auteur et coauteur de nombreuses publications, dans le domaine de la chimie des substances naturelles, de la pharmacognosie et de l'ethnopharmacologie. Il a participé à plusieurs  séminaires et conférences  tant au niveau national qu’international, dans le but premier de partage d’expériences en pharmacognosie, chimie pharmaceutique, médecine traditionnelle et pharmacopée et deuxièmement pour faire avancer la recherche dans le domaine de la santé afin de trouver des solutions pour une meilleure prise en charge (réponse) sanitaire des populations au niveau mondial.
Le Professeur ordinaire  Augustin Penge Onokoko fut marié à Charlotte Kitenge Omoy et père de 3 enfants, Jacqueline, Georgette et Marie Helene Penge. 